# Kurt Wilhelm Lentrodt

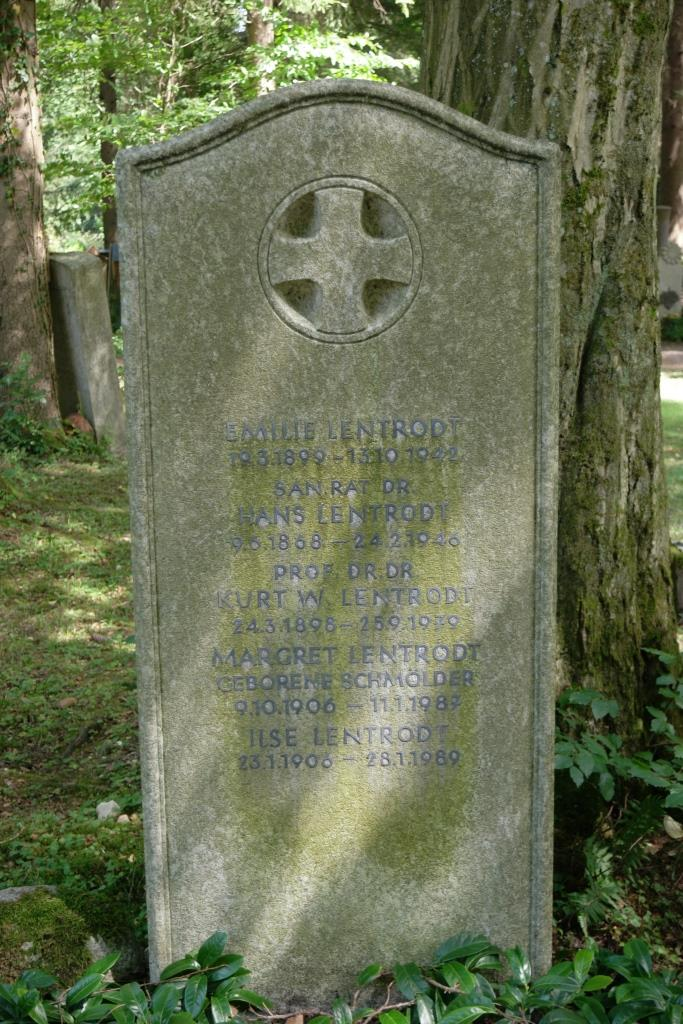
Grab von Kurt Wilhelm Lentrodt auf dem Waldfriedhof in München-Solln

Kurt Wilhelm Lentrodt (* 24. März 1898 in München; † 25. September 1979 ebenda) war ein deutscher Arzt und Zahnarzt. Für sein medizinisches und gesellschaftliches Engagement erhielt er namhafte Auszeichnungen, darunter das Große Bundesverdienstkreuz und den Bayerischen Verdienstorden.

## Familie
Kurt Wilhelm Lentrodts Großvater Wilhelm Lentrodt (1838–1921) war Landwirt in Pyrmont und Waldeckscher Landtagsabgeordneter; sein Vater, Hans Lentrodt (1869–1946), Hofzahnarzt und Sanitätsrat, führte seit 1895 eine zahnheilkundliche Praxis in München. Zu seinen Patienten zählten neben dem europäischen Hochadel und bekannten Politikern auch der Dichter Rainer Maria Rilke.
1931 heiratete Kurt Wilhelm Lentrodt Margret Schmölder. Aus der Ehe gingen fünf Kinder hervor.

## Ausbildung und Approbation
Kurt Wilhelm Lentrodt besuchte das Ludwigsgymnasium und die Ludwig-Maximilians-Universität in München. Nach dem Studium der Medizin und der Zahnheilkunde approbierte er als Arzt und Zahnarzt. Die Promotion zum Facharzt für Zahn-, Mund und Kieferheilkunde erfolgte 1922, die Promotion zum Doktor der Medizin im Jahre 1929. Danach folgte eine Zeit der Assistenz an der Westdeutschen Kieferklinik in Düsseldorf.

## Ärztliche Tätigkeit
1926 trat Kurt Wilhelm Lentrodt in die Münchener Praxis seines Vaters Hans Lentrodt ein. Neben seiner praktischen Tätigkeit widmete sich Kurt Wilhelm Lentrodt weiterhin intensiv der zahnheilkundlichen Forschung und Wissenschaft. Aufgrund seiner fachlichen Reputation wurde er in den Vorstand der Deutschen Gesellschaft für Zahn-, Mund- und Kieferheilkunde berufen, deren 2. Präsident er von 1954 bis 1957 war. 1955 erfolgte die Ernennung zum Honorarprofessor an der Ludwig-Maximilians-Universität München. Ab dem Wintersemester 1955 hielt Kurt Wilhelm Lentrodt dort Vorlesungen über Grenzgebiete der Zahnheilkunde und Medizin, die er auch nach Überschreitung der Altersgrenze als aktives Mitglied des Lehrkörpers beibehielt. Neben wissenschaftlichen Vorträgen in Malmö, Bologna, Bozen, Salzburg, Linz, Turin, Warschau, Bari und Rom hielt Lentrodt auch Hauptreferate in Frankfurt, Hamburg, Nauheim, Dresden, Berlin, Regensburg, München, Nürnberg und Jena. 1960 wurde Kurt Wilhelm Lentrodt zum Ehrenpräsidenten der Deutschen Medizinischen Arbeitsgemeinschaft für Herdforschung und -bekämpfung gewählt, 1964 folgte die Ernennung zum Ehrenmitglied der Vereinigung für Wissenschaftliche Zahnheilkunde in Stuttgart.

## Gesellschaftliches Engagement
Kurt Wilhelm Lentrodt war von 1933 an ununterbrochen Kirchenvorstand in den Münchener Gemeinden Dreifaltigkeit, Stephanus und Emmaus. Er war aktives Mitglied der Bekennenden Kirche und ein persönlicher Freund des Schweizer Theologen Karl Barth, der als „Kirchenvater des 20. Jahrhunderts“ gilt. Seit 1949 war Kurt Wilhelm Lentrodt ununterbrochen gewähltes Mitglied der Bayerischen Landessynode, seit 1965 ihr Alterspräsident. Lentrodt gilt als Initiator und Wegbereiter für die Gründung der Evangelisch-Theologischen Fakultät an der Universität München. Sein besonderes Interesse an der ökumenischen Bewegung führte zu Begegnungen von führenden katholischen und evangelischen Christen in seinem Haus. Darüber hinaus engagiert sich Kurt Wilhelm Lentrodt auch gesellschaftlich im Rahmen des Münchener Rotary Clubs, dessen Präsident er 1959 wurde.

## Mitgliedschaften und Ämter
- 1951: Mitglied der Internationalen Akademie für Zahnärzte (USA)
- 1954 bis 1957: 2. Präsident der Deutschen Gesellschaft für Zahn-, Mund- und Kieferheilkunde
- 1954: Wahl zum Wissenschaftlichen Beirat der Deutschen Zahnärztlichen Zeitschrift
- 1955: Korrespondierendes Mitglied der Italienischen Stomatologischen Gesellschaft
- 1955: Honorarprofessor an der Universität München
- 1956: Wahl in den Beirat der Gesellschaft für Allergie und Asthmaforschung
- 1956: Wahl ins Preisrichterkollegium und in den Beirat der Deutschen Zahnärztlichen Zeitschrift
- 1957: Ehrenvizepräsident des XII. Internationalen Zahnärztekongresses in Rom
- 1959: Vorsitzender des Sanitäts-Ausschusses für den Evangelischen Kirchentag in München
- 1959: Präsident des Rotary-Clubs München-Mitte
- 1960: Ehrenpräsident der Deutschen Medizinischen Arbeitsgemeinschaft für Herdforschung und -bekämpfung
- Seit 1960: Mitglied des Distriktbeirats von Rotary International
- 1964: Ernennung zum Ehrenmitglied der Vereinigung für Wissenschaftliche Zahnheilkunde in Stuttgart
- Seit 1965: Alterspräsident der Evangelisch-Lutherischen Landessynode in Bayern
- 1969: Beauftragter für die Gründung der Rotary-Clubs Weilheim, Starnberg und München-Friedensengel

## Auszeichnungen

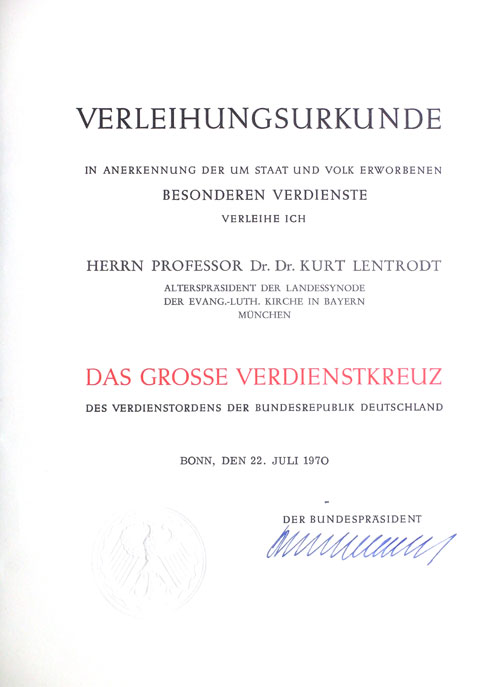
Verleihungsurkunde für das Große Verdienstkreuz

- 1954: Preis für die „beste wissenschaftliche Arbeit“ der Deutschen Gesellschaft für Zahn-, Mund- und Kieferheilkunde
- 1958: Verdienstkreuz I. Klasse des Verdienstordens der Bundesrepublik Deutschland
- 1962: Verleihung der Hermann-Euler-Medaille auf dem Welt-Kongress der FDI in Köln
- 1965: Verleihung des Bayerischen Verdienstordens
- 1970: Großes Verdienstkreuz des Verdienstordens der Bundesrepublik Deutschland
- 1973: Verleihung der Medaille „München leuchtet“ für besondere Verdienste um die Landeshauptstadt München

## Veröffentlichungen
- Der Schmerz und seine Bekämpfung in der Zahn-, Mund- und Kieferheilkunde. 1952
- Therapie der Herderkrankungen. 1954
- Das Leiden als Kernproblem von Theologie und Medizin. In: Evangelische Theologie, 31. Jahrgang, 1971, S. 283–304